# Бедел
Бедел на турском и арапском значи замена.
- Код муслимана бедел је онај који обавља хаџ уместо неког другог. Обично је бедел замењивао болесног или умрлог који се заветовао да ће извршити хаџ.
- У Босни у доба турске и аустријске управе (до 1914) бедел је био заменик у одслужењу војне обавезе. Богаташи су често плаћали бедела уместо да сами иду у војску.